# Đơn độc

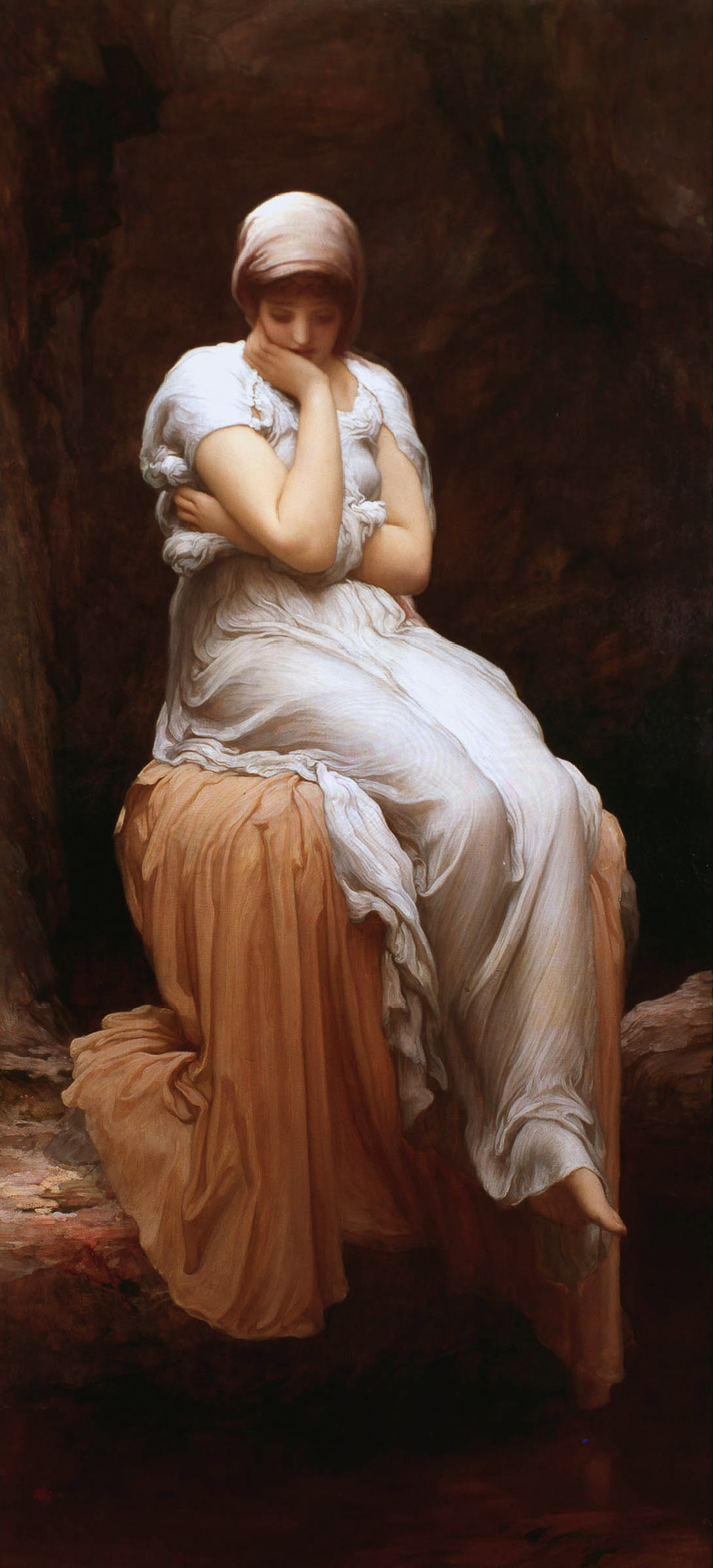
Một thiếu nữ cô độc - tranh của Frederick Leighton

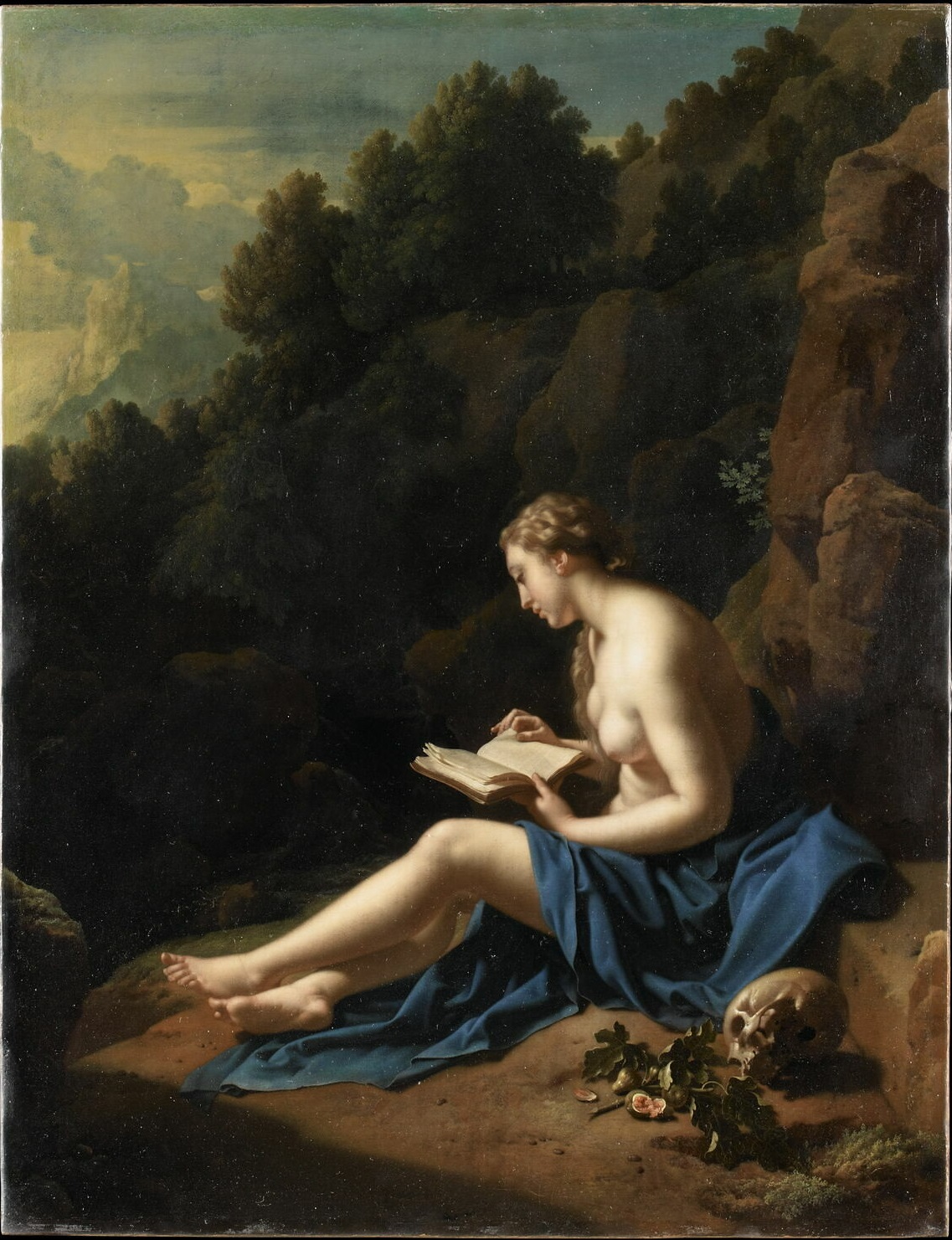
Hoạ phẩm của Adriaen van der Werff về sự đơn độc của Madeleine

Đơn độc (Solitude) hay cô độc hay còn gọi là sự đơn côi là một trạng thái tâm lý của con người theo đó một người không chủ động hoặc từ chối hoặc tự cô lập, cách ly, tách biệt trong các mối quan hệ xã hội và thiếu tiếp xúc với người khác cho dù đó là gia đình, bạn bè thân thiết, vợ chồng, con cái. Nó có thể xuất phát từ mối quan hệ xấu đi, sự lựa chọn có chủ ý, bệnh truyền nhiễm phải cách ly, rối loạn tâm thần, rối loạn thần kinh hoặc các trường hợp khác. Một số dấu hiệu và hậu quả của cô đơn do cách ly hoàn toàn thường là cảm giác thiếu thốn, lo lắng, cảm giác ảo tưởng, thậm chí là không còn nhận thức về thời gian. Cô độc trong một thời gian ngắn (tạm lánh, lánh xa) thường có giá trị như là một thời gian khi người ta có thể làm việc, suy nghĩ hay nghỉ ngơi mà không bị quấy rầy và có thể đạt được mong muốn vì lợi ích riêng tư. Cô độc không nhất thiết phải là một khái niệm được hiểu theo nghĩa tiêu cực. Nó có thể có rất nhiều lợi ích để dành thời gian một mình để suy ngẫm, nhận thức hay thiền từ đó có thể nhận thức được nhiều vấn đề, đời sống. Cô độc là đề tài trữ tình trong thơ ca, văn chương, âm nhạc, phim ảnh, hội họa. Có một sự khác biệt giữa đơn độc và cô đơn. Theo ý nghĩa này, hai từ này tương ứng ám chỉ đến, niềm vui và nỗi đau khi ở một mình.